# Reynoldsia
Reynoldsia es un género de plantas con flores perteneciente a la familia Araliaceae. Comprende 8 especies de arbustos o pequeños árboles. Es originario de centro y sur del Pacífico.

## Taxonomía
El género fue descrito por Asa Gray y publicado en United States Exploring Expedition 1: 723. 1854.

## Especies
- Reynoldsia grayana
- Reynoldsia lanutoensis
- Reynoldsia marchionensis
- Reynoldsia pleiosperma
- Reynoldsia sandwicensis
- Reynoldsia tahitensis
- Reynoldsia tauensis
- Reynoldsia verrucosa